# Кар'янда
Кар'янда  або Карянда (дав.-гр. Καρυάνδα) — місто на узбережжі стародавньої Карії в південно-західній Анатолії . Стефан Візантійський описує його як місто і гавань (порт) поблизу Мінда і Коса . Але порт у тексті Стефана є виправленням або зміною: у рукописах є λίμνη («озеро»). Страбон поміщає Каріанду між Миндом і Баргілією, і він описує її, відповідно до загальноприйнятого тексту, як «озеро та острів з такою ж назвою»; і, таким чином, тексти Стефана, який отримав інформацію від Страбона, узгоджуються з текстами Страбона. Пліній просто згадує острів Кар'янда з містом; але він у цьому уривку лише перераховує острови. В іншому уривку він згадує Кар'янду як місце на материку і Помпоній Мела також. Скілакс з Каріанди, один з найвідоміших мореплавців і дослідників стародавніх часів, був вихідцем з Каріанди. Він жив наприкінці VI — на початку V ст. до нашої ери і служив перському царю Дарію I.
Спочатку Кар'янда була розташована на однойменному острові, але була перенесена на територію бухти на північному узбережжі півострова Бодрум поблизу Гьоля в сучасному турецькому туристичному курортному місті Туркбуку. Кар'янда була приблизно 19 км на північ від дорійського грецького міста Галікарнас, панівного міста півострова.
Кар'янда була членом афінської панівної Деліанської ліги протягом 5-го сторіччя до нашої ери.